# Gynaeseius duanensis
Gynaeseius duanensis är en spindeldjursart som först beskrevs av Liang och Zeng 1992.  Gynaeseius duanensis ingår i släktet Gynaeseius och familjen Phytoseiidae. Inga underarter finns listade i Catalogue of Life.